# ハイキック・エンジェルス
『ハイキック・エンジェルス』は2014年6月21日から公開された日本の映画。

## 概要
映画「ハイキック・ガール！」の西冬彦が原案・脚本を担当したアクション映画。空手全日本選手権優勝という肩書を持つモデルの宮原華音、極真空手黒帯の女優・川本まゆ、青野楓ら動ける女優らが1年の稽古を経て撮影に臨んだアクション映画。
5人の女子高生が100人の敵を相手に大立ち回りする様子を描く。
主演の宮原は空手歴が長いが、ブルース・リーにあこがれるカンフー女子高生という役柄から空手のフォームを修正し、中国拳法を意識したフォームで劇中では蹴りを放っている。

## 物語
高校のアクション映画部の女子生徒たちが撮影のために廃校を訪れる。そこに大勢の男たちが突然に乱入して門を閉鎖、通信も遮断され逃げ場を失った女子高生たちは男たちと戦っていく。

## 出演
- 宮原華音 - 山波サクラ 役[5]
- 伊藤梨沙子 - 五十嵐フユミ 役
- 川本まゆ - 近藤アスカ 役
- 長島弘奈 - 春沢ミク 役
- 青野楓 - 赤城マキ 役
- 中谷竜 - 田中 役
- 小川勝広
- なあ坊豆腐@那奈 - J☆KID 役
- 子安慎悟 - 大鷹　役
- 森下千里 - J☆ローズ 役

## 製作
- 原案・脚本：西冬彦
- 監督：横山一洋
- アクション監督：吉田浩之
- 音楽：浅田秀之・有木竜郎
- 主題歌：たんこぶちん「TOUGH BOY（～TOUGH GIRL）」[6]